# Stazione meteorologica di Budapest
La stazione meteorologica di Budapest è la stazione meteorologica di riferimento per il servizio meteorologico ungherese e per l'Organizzazione Mondiale della Meteorologia, relativa alla città di Budapest.

## Coordinate geografiche
La stazione meteorologica è situata in Ungheria, nel comune di Budapest, a 138 metri s.l.m. e alle coordinate geografiche 47°24′N 19°12′E.

## Dati climatologici
Secondo i dati medi del trentennio 1961-1990, la temperatura media del mese più freddo, gennaio, si attesta a -1,4 °C, mentre quella del mese più caldo, luglio, è di +21 °C.

Le precipitazioni medie annue si aggirano sui 500 mm, distribuite mediamente in 78 giorni in modo pressoché uniforme nell'arco dell'anno.
| Budapest            | Mesi | Mesi | Mesi | Mesi | Mesi | Mesi | Mesi | Mesi | Mesi | Mesi | Mesi | Mesi | Stagioni | Stagioni | Stagioni | Stagioni | Anno |
| Budapest            | Gen  | Feb  | Mar  | Apr  | Mag  | Giu  | Lug  | Ago  | Set  | Ott  | Nov  | Dic  | Inv      | Pri      | Est      | Aut      | Anno |
| ------------------- | ---- | ---- | ---- | ---- | ---- | ---- | ---- | ---- | ---- | ---- | ---- | ---- | -------- | -------- | -------- | -------- | ---- |
| T. max. media (°C)  | 1,2  | 4,5  | 10,2 | 16,3 | 21,4 | 24,4 | 26,5 | 26,0 | 22,1 | 16,1 | 8,1  | 3,1  | 2,9      | 16,0     | 25,6     | 15,4     | 15,0 |
| T. min. media (°C)  | −4,0 | −1,7 | 1,7  | 6,3  | 10,8 | 13,9 | 15,4 | 14,9 | 11,5 | 6,7  | 2,1  | −1,8 | −2,5     | 6,3      | 14,7     | 6,8      | 6,3  |
| Precipitazioni (mm) | 32   | 31   | 29   | 38   | 55   | 63   | 52   | 51   | 40   | 33   | 52   | 40   | 103      | 122      | 166      | 125      | 516  |
| Giorni di pioggia   | 7    | 6    | 6    | 6    | 8    | 8    | 7    | 6    | 5    | 5    | 7    | 7    | 20       | 20       | 21       | 17       | 78   |

## Temperature estreme mensili dal 1901 in poi
Nella tabella sottostante sono indicate le temperature estreme mensili registrate dal 1901 ad oggi con il relativo anno in cui sono state registrate. La temperatura massima assoluta finora registrata è di +40,1 °C e risale al luglio 2007, mentre la temperatura minima assoluta finora rilevata è di -23,4 °C ed appartiene al febbraio 1929.
| Budapest (1901-2023)  | Mesi         | Mesi         | Mesi         | Mesi        | Mesi        | Mesi        | Mesi        | Mesi        | Mesi        | Mesi        | Mesi         | Mesi         | Stagioni | Stagioni | Stagioni | Stagioni | Anno  |
| Budapest (1901-2023)  | Gen          | Feb          | Mar          | Apr         | Mag         | Giu         | Lug         | Ago         | Set         | Ott         | Nov          | Dic          | Inv      | Pri      | Est      | Aut      | Anno  |
| --------------------- | ------------ | ------------ | ------------ | ----------- | ----------- | ----------- | ----------- | ----------- | ----------- | ----------- | ------------ | ------------ | -------- | -------- | -------- | -------- | ----- |
| T. max. assoluta (°C) | 18,1 (2002)  | 19,1 (1990)  | 25,4 (1921)  | 31,3 (2012) | 34,0 (1968) | 39,5 (1935) | 40,1 (2007) | 39,1 (2017) | 35,2 (1917) | 30,8 (1932) | 22,8 (2010)  | 19,2 (1989)  | 19,2     | 34,0     | 40,1     | 35,2     | 40,1  |
| T. min. assoluta (°C) | −21,7 (1942) | −23,4 (1929) | −14,1 (1963) | −4,6 (1912) | 0,0 (1935)  | 3,0 (1928)  | 8,9 (1923)  | 7,0 (1919)  | 1,2 (1915)  | −9,5 (1920) | −11,9 (1915) | −19,1 (1927) | −23,4    | −14,1    | 3,0      | −11,9    | −23,4 |